# Клан Поллок

Нашоломник клану Поллок.

Герб вождів клану Поллок.

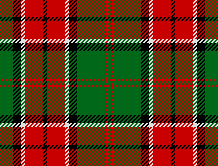
Тартан клану Поллок.

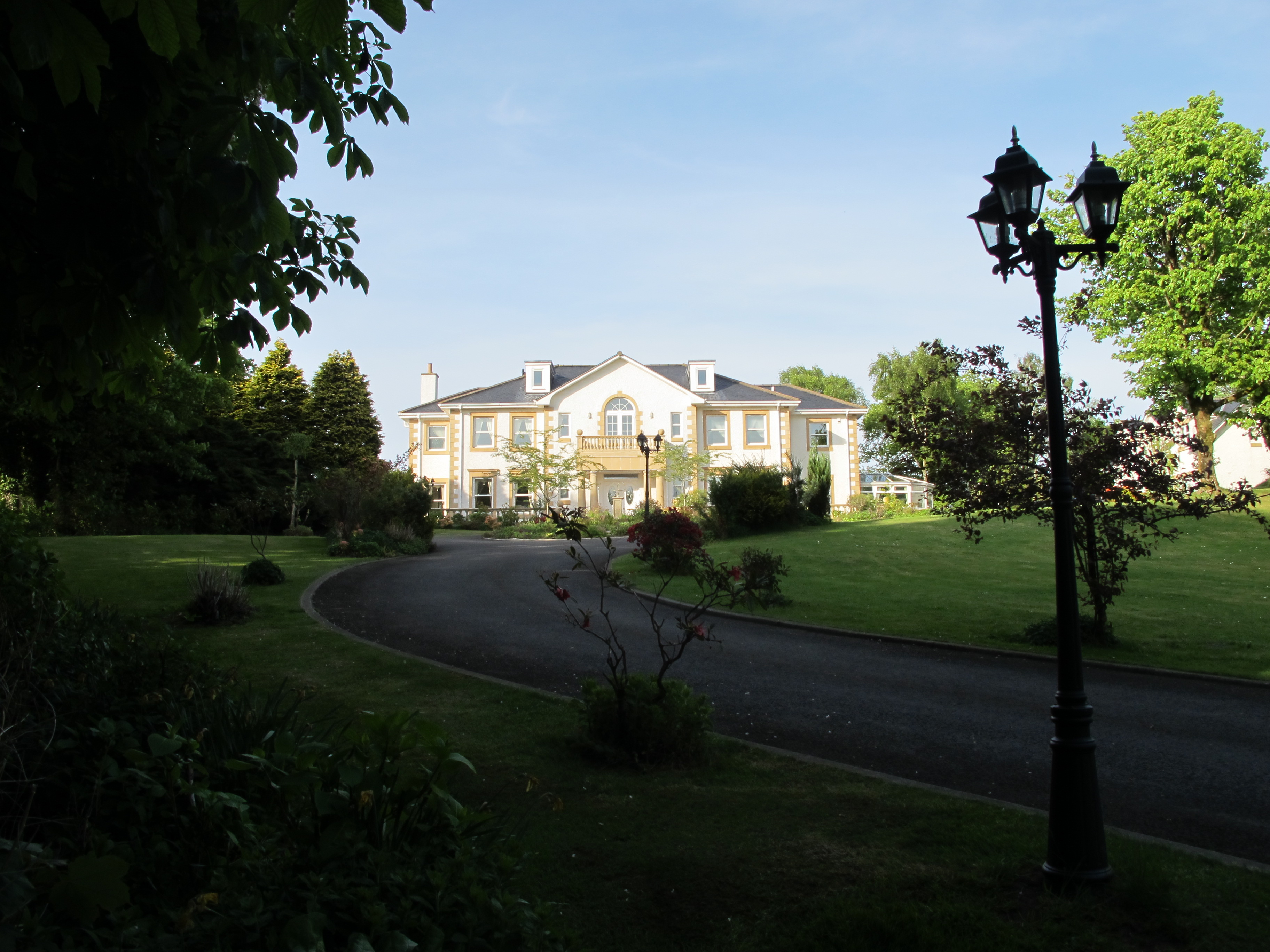
Сучасний вигляд замку Поллок.

Клан Поллок (шотл. - Clan Pollock) - один з кланів рівнинної частини Шотландії - Лоулендсу. На сьогодні клан не має визнаного герольдами Шотландії та лордом Лева вождя, тому називається в Шотландії «кланом зброєносців». Клан Поллок вважається одним з найдавніших кланів Шотландії. Клан володів землями на південному березі річки Клайд. Ці землі були даровані королем Шотландії Девідом І синам вождя клану Поллок - синам Фулберта-сакса. Ці землі раніше належали Волтеру Фітц-Алану - І стюарту Шотландії. Клан вважається септою клану Максвелл. 
Гасло клану: Audacter et Strenue - Сміливо і щиро (лат.)
Землі клану: Ренфрушир
Історична резиденція вождя клану: Замок Поллок
Союзні клани: Максвелл
Ворожі клани: Джонстон

## Історія клану Поллок

### Походження клану Поллок
Походження клану Поллок лишається маловідомим. Про рід вождів клану Поллок відомо трохи більше. Вважається, що засновником клану Поллок був Фулберт-сакс. Він був васалом лицаря Волтера Фітц-Алана Освестрі з Шропширу, Англія. Одним з васалів Волтера Фітц-Алана був Річард Воллес Освестрі. Можливо, Фулберт був родичем цього Річарда Воллеса. Можливо, що прізвисько «сакс» було тільки рунічним варіантом напису імені Воллес. Фулберт переселився до Шотландії разом зі своїм сеньйором Волтером Фітц-Аланом у 1136 році. У 1138 році він брав участь у битві Штандартів під Норталлертоном захищаючи  короля Шотландії. У нагороду за це синам Фулберта були даровані землі в Ренфруширі. Цей дар був підтверджений грамотою короля Шотландії Малькольма IV у 1157 році. Назва клану Поллок відображається в топонімах Поллок, Поллокшілдс, Полллокшоус на південному березі річки Клайд між Глазго та Пейслі.

### XII століття
Церква земель Поллок була побудована і дарована ченцям монастиря Пейслі Петрусом де Поллоком - старшим сином Фулберта в 1163 році. Цей же Петрус вперше зазвав себе іменем Поллок - на честь земель, якими володів. Петрус де Поллок мав дочку і як придане подарував їй баронство Рохес. Петрус де Поллок не мав спадкоємців чоловічої статі і його володіння успадкував його брат Роберт. Роберт де Поллок - третій син Фулберта дарував церкву Мернс пріорату Пейслі десь між 1189 та 1199 роками. Церква не збереглася. Нова церква Мернс знаходиться на перетині доріг з Інглешема та Мернсу. Багато вождів клану Поллок та інших людей з клану Поллок були поховані біля цієї церкви. У 1160 році він був свідком заснування абатства Пейслі. У грамоті він згадується під іменем «Роберто філайо Фулберті». Землі клану Поллок були потім розділені на Верхній Поллок та Нижній Поллок. Верхній Поллок лишився у володіннях клану Поллок, Нижній Поллок перейшов до клану Максвелл. Гілка Максвелл Поллок перетворилась на відому і сильну гілку цього клану Шотландського Прикордоння. Між кланами Максвелл та Поллок був укладений союз, що був зміцнений шлюбами між дітьми вождів цих кланів. Сьогодні клан Поллок вважається септою клану Максвелл і має право носити тартан клану Максвелл.   

### ХІІІ століття
У 1296 році король Англії Едвард І Довгоногий завоював Шотландію і змусив вождів шотландських кланів присягнути йому на вірність і підписати відповідний документ - «Рагман Роллс». У цьому документі згадується Джон де Поллок - вождь клану Поллок. 

### XV - XVIII століття
Походження гілки клану Поллок з Поллока було досліджено Джорджем Крофердом і описано у його фундаментальній праці «Головне описання графства Ренфру, включаючи списки благородних і давніх фамілій», що була видана друком у 1710 році. Джон Поллок був чиновником на посаді бейлі, він у 1453 році підписав хартію університету Сент-Ендрюс (Святого Андрія) - найдавнішого університету Шотландії . Чотирнадцятим нащадком Фулберта був Джон Поллок. Він у XVI столітті був вождем клану Поллок. Джон Поллок підтримав королеву Шотландії Марію Стюарт і воював за неї. Він брав участь у битві під Лангсайд 13 травня 1568 року, що відбулась у декількох милях від замку Поллок. Марія Стюарт була розбита і скинута з трону, багато земель клану Поллок були конфісковані за підтримку скинутої королеви. Син цього Джона Поллока - теж Джон Поллок був вбитий 7 грудні 1593 року під час битви під Драйф-Сенд біля Локербі. У цій битві клан Максвелл зітнувся з ворожим йому кланом Джонстон. У XVIII столітті Роберт Поллок був посвячений у лицарі королевою Англії та Шотландії Анною і отримав від неї титул І баронета Поллок як нагороду за заслуги перед короною. Це відбулось 30 листопада 1703 року. 
З часом багато людей з клану Поллок почали писати своє прізвище інакше - Пог або Полк. У 1680 році капітан Роберт Брюс Поллок, що жив на той час в Донеголі (Ірландія) переселився до колоній в Америці. Він став засновником багатьох відомих сімейств, що носили прізвища Полк та Поллок.
Найвідоміший з його нащадків - Джеймс Нокс Полк, 11 президент Сполучених Штатів. Серед його нащадків були і генерал-лейтенант Полк - герой громадянської війни в США та полковник Томас Полк з Шарлотти (Північна Кароліна), що скликав зібрання, на якому Північна Кароліна оголосила свою незалежність від Англії в 1775 році.
До клану Поллок належали і губернатор Делаверу Чарльз Полк, губернатор та сенатор від штату Міссурі Трастен Полк. Ще одною відомою людиною з клану Поллок був Джеймс Поллок - перший губернатор штату Пенсильванія. Томас Поллок (1654 - 1722) народився в Глазго (Шотландія), він виїхав до Америки і став губернатором колонії Північна Кароліна. Олівер Поллок народився в Ірландії в місті Колерейн. Потім він переселився в Америку і жив в Карлайлі (Пенсильванія), став відомий як «фінансист американської революції».
Нині клан Поллок не має визнаного герольдами Шотландії вождя клану. Останній визнаний вождь клану Поллок був визнаний у цьому статусі в 1845 році. У XX столітті землі клану Поллок були продані і вперше за 800 років землі Поллок не належать клану Поллок.   

## Відомі люди з клану Поллок
- Роберт де Поллок мак Фулберт — використовував свою печатку близько 1208 року. Його гербом був дикий кабан пробитий списом. Його печатка нині зберігається в Британському музеї. На печатці напис: Sigillum Roberti De Polloc.
- Джон де Поллок — підписав документ «Рагман Роллс» на вірність королю Англії Едварду І Довгоногому в 1296 році. Документ являв собою чотири рулони по 35 сувоїв зшиті разом, оригінал не зберігся, копія збереглась в «Рекорд Оффіс Паблік».
- Джон Поллок — вождь клану Поллок, згадується в грамоті коледжу коледжу Сент-Ендрюс у 1453 році.
- Сер Роберт Поллок — посвячений у лицарі, отримав титул баронета Поллок, депутат парламенту.
- Джеймс Нокс Полк — 11 президент Сполучених Штатів Америки.
- Леонідас Полк — конфедерат, єпископ єпархії Луїзіани.
- Сер Фредерік Поллок — І баронет, британський юрист і політик.
- Сер Фредерік Поллок — ІІІ баронет, британський юрист.
- Ернест Поллок — І віконт Ганворт, британський юрист і онук сера Фредеріка Поллока — І баронета Поллок.
- Сер Джордж Поллок — І баронет, британський фельдмаршал і переможець битви під Кабулом (1842 рік).
- Х'ю МакДауелл Поллок (1852—1937) — міністр фінансів Північної Ірландії.
- Сер Дж. Дональд Поллок — ректор Единбурзького університету (1939—1945).
- Сер Майкл Поллок — британський адмірал флоту і перший морський лорд.
- Олівер Поллок[en] — фінансист американської революції, придумав знак долара — $.
- Джеймс Далглейшем Поллок — кавалер ордену Хрест Вікторії.
- Грем Поллок — гравець в крикет в Південній Африці.
- Пітер Поллок — гравець в крикет в Південній Африці.
- Шон Поллок — гравець в крикет в Південній Африці.
- Вільям Р. Пог — астронавт, літав на кораблі «Скайлаб-4». Один з трьох осіб, що вперше перебували в космосі 12 тижнів безперервно.
- Пол Джексон Поллок — американський художник, абстрактний експресіоніст.
- Вілліс Полк — американський архітектор, відбудовував Сан-Франциско після землетрусу 1906 року.
- Енід Блайтон — британський дитячий письменник.
- Преподобний д-р Джон Чарльз Поллок — британський письменник і офіційний біограф преподобного д-ра Біллі Грема.
- Джозеф Поллок — військовий, брав участь у II світовій війні, нагороджений орденом Почесного Легіону

## Септи клану Поллок
Pogue, Polk, Pollok, Polloke, Pollick, Polloch, Pook, Pooke, Poock, Polke, Paulk, Poalk, Poalke, Poulk, Poole, Pogue, Poag, Poage, Poague, Poak.